# Yuzuan yizong jinjian

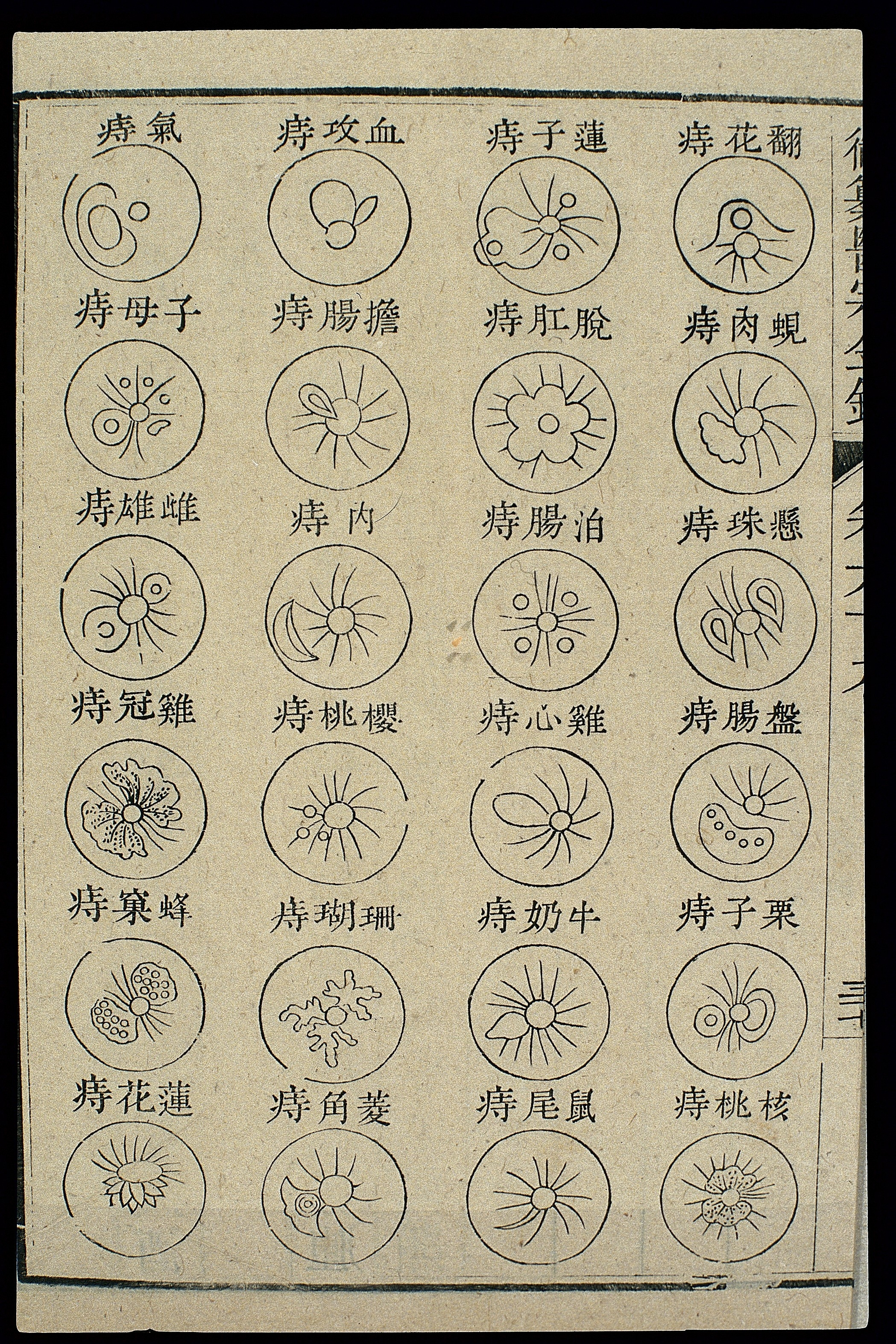
Diagrama detalhando 24 tipos de Hemorroidas.

Yuzuan yizong jinjian (chinês tradicional: 御纂醫宗金鑑; pinyin: Yùzuǎn yīzōng jīnjiàn) é um compêndio médico chinês publicado em 1742 d.C., durante a Dinastia Qing. Descrito como "um dos melhores tratados de medicina geral dos tempos modernos", foi um projeto sancionado pelo Imperador Qianlong e publicado pelo Escritório Imperial de Impressão.

## Conteúdo
O texto está dividido em noventa juan ou volumes: setenta e quatro volumes tratam de medicina interna, enquanto os dezesseis restantes abordam cirurgia geral. Mais de um quarto do texto reproduz, com comentários adicionais, duas partes de uma obra anterior escrita por Zhang Zhongjing, o Shanghan zabing lun (Tratado sobre Danos pelo Frio e Doenças Diversas); a obra de Zhang é apresentada pelos autores do Yuzuan yizong jinjian como fundamental para a ortodoxia médica chinesa.
Também contém o que é "provavelmente o maior conjunto de ilustrações em um único texto médico chinês", com cerca de 484 representações do corpo humano, variando de imagens de mãos de crianças a um "arranjo de uma página com 24 ânus". As representações de varíola—doença especialmente mortal para os governantes manchus—são particularmente proeminentes e detalhadas.

## História da publicação
Iniciativa do Imperador Qianlong anunciada em 17 de dezembro de 1739, o Yuzuan yizong jinjian foi publicado em 1742 pelo Escritório Imperial de Impressão, que o designou como livro-texto nacional. O texto contou com cerca de oitenta colaboradores, incluindo trinta e nove membros da Academia Imperial de Medicina, a maioria oriunda da região de Jiangnan, especificamente das províncias de Anhui, Jiangsu e Zhejiang. Os Médicos Imperiais Wu Qian (吳謙) e Liu Yuduo (劉裕鐸) atuaram como editores-chefes, sob a supervisão do oficial manchu Ortái.

## Legado
O Yuzuan yizong jinjian é reconhecido por "sua abrangência, precisão editorial, cobertura médica e uso de rimas mnemônicas". Além disso, "alcançou o status de clássico médico canônico que, até hoje, permanece leitura obrigatória para estudiosos e praticantes da medicina tradicional chinesa". K. Chimin Wong e Liande Wu, escrevendo na History of Chinese Medicine (1973), descrevem o texto como "um dos melhores tratados de medicina geral dos tempos modernos."